# 马尼库尔昂孔特
马尼库尔昂孔特（法語：Magnicourt-en-Comte，法語發音：[maɲikuʁ ɑ̃ kɔ̃t]）是法国上法蘭西大區加来海峡省的一个市镇，属于阿拉斯区。

## 地理
马尼库尔昂孔特（50°24'3"N, 2°29'29"E）面积9.86 平方千米，位于法国上法蘭西大區加来海峡省，该省份为法国北部沿海省份，西北濒北海，南至索姆省，东临北部省。
与马尼库尔昂孔特接壤的市镇（或旧市镇、城区）包括：拉孔泰、巴约勒欧科纳耶、巴瑞、谢莱尔、弗雷维莱尔、蒙希布勒通、拉蒂约卢瓦。

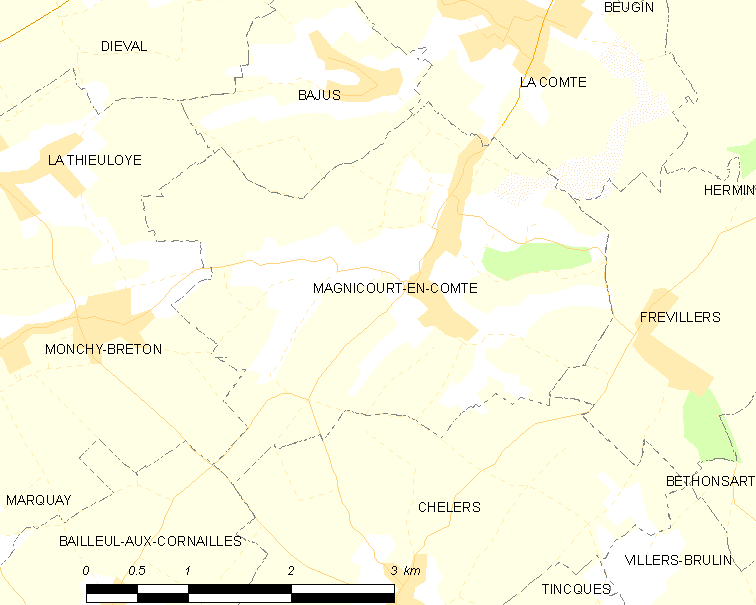
马尼库尔昂孔特的OSM定位图

马尼库尔昂孔特的时区为UTC+01:00、UTC+02:00（夏令时）。

## 行政
马尼库尔昂孔特的邮政编码为62127，INSEE市镇编码为62536。

## 政治
马尼库尔昂孔特所属的省级选区为阿韦讷勒孔特县。

## 人口

1962-2008年间马尼库尔昂孔特人口变化图示

马尼库尔昂孔特于2022年1月1日时的人口数量为645人。